# Escetamina
Escetamina(pt-BR) ou esketamina(pt-PT?), vendida sob as marcas Ketanest, Spravato, entre outros, é um medicamento usado como anestésico geral e no tratamento de depressão resistente. Escetamina é usada via spray nasal ou por meio de injeção intravenosa.
A escetamina atua principalmente como um antagonista não competitivo do receptor N-metil D-Aspartato (NMDA). Também atua como um inibidor da recaptação da dopamina, mas, ao contrário da cetamina, não interage com os receptores sigma. O composto é o enantiômero S(+) da composição racêmica da cetamina, que também é um anestésico e dissociativo. Ainda não se sabe se sua ação antidepressiva é superior, inferior ou igual à cetamina racêmica e seu enantiômero oposto, a arcetamina.
Escetamina foi introduzida para uso médico em 1997. Em 2019, foi aprovada para uso conjunto com outros antidepressivos, no tratamento da depressão em adultos nos Estados Unidos. O custo médio do spray nasal em 2019 variou de US$ 4.700 a US$ 6.800, algo em torno de R$ 14.800 a R$ 21.200 em valores de 2020.

## Usos médicos

### Anestesia
Escetamina é um anestésico geral e é usado para indicações semelhantes às da cetamina. Esses usos incluem a indução de anestesia em pacientes de alto risco, como aqueles com choque hemorrágico, choque anafilático, choque séptico, broncoespasmo grave, insuficiência hepática grave, tamponamento cardíaco e pericardite constritiva; anestesia em cesariana; uso de múltiplos anestésicos em queimaduras; e como um suplemento à anestesia local.

### Depressão
Da mesma forma que a cetamina, a escetamina parece ser um antidepressivo de ação rápida. Nos Estados Unidos, a escetamina foi aprovada em 2013 pela Food and Drug Administration (FDA) para tatamento de depressão resistente e em 2016 para tratamento do transtorno depressivo maior com ideação suicida. O medicamento foi estudado para uso em combinação com outros antidepressivos em pessoas com TDM que não responderam a outros tratamentos; seis ensaios clínicos de fase III para essa indicação foram conduzidos em 2017. Nos Estados Unidos, a escetamina está disponível como spray nasal.
Em fevereiro de 2019, um painel externo de especialistas recomendou que a FDA aprovasse a versão em spray nasal da escetamina, desde que fosse aplicada em um ambiente clínico, com as pessoas permanecendo no local por pelo menos duas horas depois. O raciocínio para este requisito é que os participantes do estudo poderiam experimentar sedação temporária, distúrbios visuais, dificuldade para falar, confusão, dormência e sensação de tontura.
Em janeiro de 2020, a escetamina foi rejeitada pelo Serviço Nacional de Saúde da Grã-Bretanha. O NHS questionou os benefícios e alegou que era uma substância muito cara. As pessoas que já usavam a medicação puderam completar o tratamento se seus médicos considerassem necessário.

## Efeitos colaterais
Os efeitos colaterais mais comuns incluem dissociação, tontura, náusea, sonolência, ansiedade e aumento da pressão arterial.

## Farmacologia
A escetamina é aproximadamente duas vezes mais potente como anestésico do que a cetamina (forma racêmica). É eliminada do corpo humano mais rapidamente do que a  arcetamina (R(–)-cetamina).
Uma série de estudos sugeriram que a escetamina tem uma ação farmacológica superior à da arcetamina ou da cetamina, mas, em ratos, foi notado que o rápido efeito antidepressivo da arcetamina foi maior e durou mais tempo do que a da escetamina. A utilidade da arcetamina em relação à escetamina foi apoiada por outros pesquisadores.
A escetamina inibe os transportadores de dopamina oito vezes mais do que a arcetamina. Isso aumenta a atividade dopaminérgica cerebral. Em doses que causam a mesma intensidade de efeitos, a escetamina é geralmente mais tolerada pelos pacientes. Em geral, os pacientes também recuperam a função mental mais rapidamente após serem tratados com escetamina pura, o que pode ser resultado do fato de ela ser eliminada do sistema mais rapidamente. No entanto, isso está em contradição com o fato da arcetamina ser desprovida de efeitos colaterais psicotomiméticos.
Ao contrário da arcetamina, a escetamina não se liga significativamente aos receptores sigma. A escetamina aumenta o metabolismo da glicose no córtex frontal, enquanto a arcetamina diminui o metabolismo da glicose no cérebro. Essa diferença pode ser responsável pelo fato de que a escetamina geralmente tem um efeito mais dissociativo ou alucinógeno, enquanto a arcetamina é mais relaxante. No entanto, outro estudo não encontrou nenhuma diferença entre a forma racêmica (cetamina) e a escetamina no nível de vigilância do paciente. A relevância clínica dessa evidência é imprecisa, pois a cetamina em forma racêmica é composta por 50% do isômero S- (ou seja, escetamina).

## História
A escetamina foi introduzida para uso médico como anestésico na Alemanha em 1997 e posteriormente passou a ser comercializada em outros países. Além de seus efeitos anestésicos, o medicamento mostrou propriedades de ser um antidepressivo de ação rápida. Em novembro de 2017, foram concluídos os ensaios clínicos de fase III para tratamento com escetamina da depressão resistente nos Estados Unidos. A Johnson & Johnson entrou com um pedido de aprovação de novo medicamento (NDA) na FDA em 4 de setembro de 2018. O pedido foi endossado por um painel consultivo da FDA em 12 de fevereiro de 2019 e, em 5 de março de 2019, a FDA aprovou a escetamina, em conjunto com um antidepressivo oral, para o tratamento da depressão em adultos.

## Sociedade e cultura

### Disponibilidade
Escetamina é comercializado como um antidepressivo nos Estados Unidos; e como anestésico na Europa, incluindo Áustria, Dinamarca, Estônia, Finlândia, Alemanha, Holanda, Noruega, Eslovênia, Suécia e Suíça.

### Status legal
Escetamina é uma substância controlada de Classe III nos Estados Unidos.
Nos anos 1980 e 90, assim como a cetamina, a escetamina foi muito usada como droga recreativa, E conhecida nas ruas como Special K, devido aos seus efeitos dissociativos.